# منتخب اللطایف
منتخب اللطایف کتابی از  رحم علی‌خان  ایمان (درگذشته ۱۷۱۱ میلادی) است.

## نگارش
در قرن هجدهم میلادی، رحم علی‌خان تذکره شاعران فارسی را با عنوان جامع‌اللطائف تدوین کرد. او بعدها این اثر مفصل را خلاصه کرد و آن را منتخب اللطائف نام گذاشت. این کتاب فقط شامل تذکره شعرای فارسی نیست بلکه از کهن‌ترین تذکره‌های شعرای اردو نیز هست.